# Dirk Geeraerts
Dirk Geeraerts (24 de outubro de 1955) é um linguista belga. Professor emérito de linguística teórica da Universidade Católica de Leuven (KU Leuven), é o fundador da unidade de investigação Lexicologia Quantitativa e Linguística Variacional (QLVL). Seus principais interesses de pesquisa envolvem os campos sobrepostos da semântica lexical, lexicologia e lexicografia, com foco teórico na semântica cognitiva. Seu envolvimento com a linguística cognitiva data da década de 1980, quando em sua tese de doutorado foi um dos primeiros na Europa a explorar as possibilidades de um modelo-protótipo de categorização.
Como fundador da revista Cognitive Linguistics e editor (com Hubert Cuyckens) do Oxford Handbook of Cognitive Linguistics, ele desempenhou um papel fundamental na expansão internacional da linguística cognitiva. Geeraerts é um dos defensores da implementação de metodologias empíricas, como a linguística de corpus na pesquisa linguística cognitiva. Ele também defende o envolvimento de elementos mais pragmáticos, como fatores contextuais, variação lectal e história da linguagem, que influenciam a interpretação dos significados das palavras e a escolha de itens lexicais para conceitos.

## Publicações
- D. Geeraerts, Paradigm and Paradox (1985). Leuven: Leuven University Press.
- D. Geeraerts, Woordbetekenis (1986). Leuven: Acco.
- D. Geeraerts, Wat er in een woord zit (1989) Leuven: Peeters.
- D. Geeraerts, S. Grondelaers & P. Bakema, The Structure of Lexical Variation (1994). Berlin: Mouton de Gruyter.
- D. Geeraerts, Diachronic Prototype Semantics (1997). Oxford: OUP.
- D. Geeraerts, S. Grondelaers & D. Speelman, Convergentie en divergentie in de Nederlandse woordenschat (2000). Amsterdam: Meertens.
- D. Geeraerts, Words and Other Wonders. Papers on Lexical and Semantic Topics (2006). Berlin: Mouton de Gruyter.
- D. Geeraerts, Theories of Lexical Semantics (2010). Oxford: OUP.
- D. Geeraerts, Conceptual Structure and Conceptual Variation (2017). Shanghai: Foreign Language Education Press.
- D. Geeraerts, Ten Lectures on Cognitive Sociolinguistics (2018). Leiden: Brill.
- D. Geeraerts, D. Speelman, K. Heylen, M. Montes, S. De Pascale, K. Franco, M. Lang (2024). Lexical Variation and Change. A Distributional Semantic Approach . Oxford: OUP.